# Vinohrady nad Váhom
Vinohrady nad Váhom (in ungherese Szentharaszt) è un comune della Slovacchia facente parte del distretto di Galanta, nella regione di Trnava.